# Wu Ang
Wu Ang (xinès simplificat: 巫昂) (Zhangpu -1974) és una periodista, escriptora i poetessa xinesa.Forma part del grup d'escriptores de l'anomenada generació "post-80".

## Biografia
Wu Ang, de nom real Chen Yuhong, va néixer el 1974 a Zhangpu, província de Fujian (Xina)- Va viure els primers anys a Nanjing. El 1996 es va llicenciar en literatura xinesa a la Universitat Fudan de Xangai i l'any següent va començar a doctorar-se en literatura moderna i contemporània a l’Institut Nacional d’Investigació en Ciències Socials (中国社会科学院) de Pequín,
Inicialment va treballar de periodista a diversos diaris i revistes com, "三联 生活 周刊".(Sanlian Life Weekly), "南方周末" (Southern Weekend), "New Weekly", i "南方 都市报" "(Southern Metropolis Daily) feina que va compaginar amb la poesia i l'escriptura.
Després d’haver publicat un recull de poemes, “Què em manté despert” (什么 把 我 弄醒) i un altre de contes, "Aphrodisiac" (春药), va renunciar a la feina de periodista per convertir-se en escriptora independent. El 2007, va publicar una sèrie de poemes incloent "Jueu" (Jew 犹太人) que va cridar especialment l'atenció tant de la crítica com del públic. Des d’aleshores ha publicat diversos llibres, inclòs un sobre l’art de cuinar (厨房 中 术) i un altre titulat “Tothom és un amant” (谁 都是 情圣) que inclou respostes a les preguntes dels lectors d'un diari, sobre la seva vida amorosa.
A viatjat per tot el país(Xangai, Shenyang, Xiamen, Pequín) fent recitals de poesia i cançó, que en determinats casos ha combinat amb exposicions de pintura en recitals anomenats "Poesia i Pintura", amb obres de pintors com Huang Laiduo, Liu Lei, Xu Zhangwei, Zou Guanghui i altres.

### Covid-19
A principis del 2020 a Wuhan epicentre de la pandèmia del Covid-19, abans que els hospitals temporals entressin en funcionament, el sistema de salut de la ciutat ja s'enfrontava a una enorme pressió. El sistema d'admissions hospitalàries que administraven els governs locals també estava depassat per l'allau de problemes. Molts dels malalts no podien rebre un tractament de manera oportuna. A principis de febrer, la xarxa social Sina Weibo va crear un hashtag per a les persones que estaven malaltes i buscaven ajuda, mentre que el lloc web del Diari del Poble va començar a recopilar en línia missatges de persones contagiades. Diverses agrupacions governamentals i comunitàries es van sumar a aquest esforç, contactant els que havien publicat un missatge i ajudant-los a ser admesos a l'hospital. Un d'aquests grups va ser el dels Voluntaris Su: una iniciativa comunitària, iniciada per Wu Ang. El recull de notes es va publicar amb el títol: Su Zhiyuanzhe Rizhi (宿志愿者日志), traduït a l'anglès com Su Volunteers Diary

## Obres destacades
Ha publicat obres de poesia, relats curts i novel·la. Cal destacar, 
- Ping Zhong Ren (瓶中人), 厨房里的思考家
- "Jews",
- "The Virgin"
- (Thinker in the Kitchen) (2014),
- Bi'er Gaici de Liwu 比尔盖茨的礼物, (A Gift from Bill Gates),